# Fleischbank (Karwendel)
Fleischbank – szczyt w paśmie Karwendel, w Alpach Wschodnich. Leży w Austrii, w kraju związkowym Tyrol, przy granicy z Niemcami. Szczyt można zdobyć ze schroniska Tölzer Hütte lub Plumsjochhütte.